# 斎藤第六
斎藤 第六（さいとう だいろく、1916年（大正5年）12月1日 - 2000年（平成12年）2月1日）は、日本の政治家、旧鶴岡市第11代市長、栄典は、従五位・勲四等・旭日小綬章、山形県出身。

## 人物
1916年（大正5年）山形県に生まれる。 1934年（昭和9年）小樽高等商業学校を卒業する。 1949年（昭和24年）鶴岡市役所に入り、同市助役となる。1979年（昭和54年）無所属で鶴岡市長選挙に立候補し初当選した。1983年（昭和58年）11月20日の同市長選挙で佐藤俊次（共産党公認）を破り、2回目の当選をした。1987年（昭和62年）の同市長選挙で3回目の当選を果たした。1991年（平成3年）に市長を勇退。 2000年（平成12年）2月1日、胃癌のため死去した。

## 叙勲
- 1992年（平成4年）11月3日 - 勲四等・旭日小綬章
- 2000年（平成12年）2月1日 - 従五位